# Crotalaria atrorubens
Espèce
Synonymes
- Chrysocalyx rubiginosa Guill. & Perr.[1]
- Crotalaria guilleminiana D. Dietr.[1]
- Crotalaria iodina Benth.[1]
- Crotalaria rubiginosa Walp.[1]

Crotalaria atrorubens est une espèce de plantes à fleurs de la famille des Fabaceae et du genre Crotalaria, présente en Afrique tropicale.

## Description
C'est une herbe annuelle, étalée ou érigée, à base ligneuse, qui atteint 20 à 90 cm de hauteur.

## Distribution
L'espèce est présente en Afrique tropicale, du Sénégal au Soudan.

## Habitat
On la rencontre dans la savane, sur des sols sableux.

## Utilisation
C'est une plante fourragère et médicinale.